# قتلگاه (مجموعه بازی)
قتلگاه (به انگلیسی: Killzone) نام یک مجموعه بازی ویدئویی به سبک تیراندازی اول شخص و تیراندازی سوم شخص که توسط استودیوی گوریلا گیمز ساخته شده و به‌طور انحصاری برای کنسول‌های سرگرمی کامپیوتری سونی منتشر می‌شود. سری کیل‌زون دارای شش قسمت دنباله‌دار می‌باشد که شامل قتلگاه، اولین قسمت در این سری که در سال ۲۰۰۴ برای کنسول پلی‌استیشن ۲ منتشر شد، پس از آن نسخه‌ای فرعی به نام قتلگاه: آزادی در سال ۲۰۰۶ برای پلی‌استیشن همراه، و بعد از آن در سال ۲۰۰۹ قسمت دوم از سری اصلی یعنی قتلگاه ۲ برای کنسول پلی‌استیشن ۳ و به دنبال آن قتلگاه ۳ در سال ۲۰۱۱ منتشر شده‌اند. قتلگاه مجموعه سه‌گانه که شامل ۳ قسمت اصلی این مجموعه می‌باشد در اکتبر ۲۰۱۲ برای کنسول پلی‌استیشن ۳ منتشر گردید. بازی قتلگاه: مزدور نیز در سال ۲۰۱۳ را برای پلی‌استیشن ویتا منتشر شد و آخرین بازی ساخته شده در این سری با نام قتلگاه: شدو فال در سال ۲۰۱۳ برای کنسول پلی‌استیشن ۴ منتشر شده‌است.